# Gastrochaena stimpsoni
Gastrochaena stimpsoni är en musselart som beskrevs av Tryon 1861. Gastrochaena stimpsoni ingår i släktet Gastrochaena och familjen Gastrochaenidae. Inga underarter finns listade i Catalogue of Life.